# Rocas Coloradas (Escalante)
Rocas Coloradas es una localidad argentina del departamento Escalante, Provincia del Chubut. Se ubica en las coordenadas 45°35′2″ S 67°18′13″ O, a pocos km al Este del Pico Salamanca y cerca del cabo San Jorge, al norte de la bahía Solano. Sus costas y entorno son parte del parque interjurisdiccional marino costero Patagonia Austral que resguarda el litoral marino con su fauna y flora.

## Accesos
El único acceso a la localidad es a través de la Ruta Provincial 1 desde Caleta Córdova, debido al que el tramo entre esta localidad y Puerto Visser no existe, aunque hay un proyecto para completarla hasta Camarones. Para 2012 Vialidad provincial trabajó en la elevación de terraplenes con aporte y enripiado parcial del citado tramo logrando unir esta localidad con Caleta Córdova; de esta manera se consolida el tramo de la ruta 1 que nace en el barrio comodorense 25 de Mayo y culmina en esta localidad.

## Características geológicas
Los suelos se presentan con texturas gruesas de color rojizo, pedregoso-arenosos, con muy escasa materia orgánica, y de reacción débilmente alcalina. Abundan los cantos rodados, y las cenizas volcánicas. Partiendo desde el mar, el relieve se muestra como una sucesión de terrazas y mesetas aplanadas o algo onduladas, con sierras bajas de bordes redondeados, pulidos, gastados a causa de la intensa erosión a la que fueron sometidas. En sus cercanías también se halla un bosque petrificado.

## Descripción
La localidad estuvo habitada en el pasado por una estancia y un conjunto reducido de casas menores que vivían de la agricultura y de un manantial de poca profundidad. Hoy en día el caserío y sus viviendas están completamente deshabitados y abandonados. A pesar de ser un páramo de difícil comunicación dado que no posee caminos de tierra consolidados, Rocas Coloradas sigue atrayendo al turismo local y nacional. El lugar es un punto estratégico para el moto cross y las excursiones 4 x 4 que recorren la meseta circundante como las playas. La dificultad de no poseer caminos normales o no existir hace que estos vehículos todos terreno deba abrirse paso por las playas o la estepa de la Meseta patagónica. Estas acciones son nocivas para la flora, fauna y causan erosión del terreno.
Actualmente, en los campos que rodean a la localdiad se mantiene población rural que en general se dedica a la ganadería. Además, el tramo de ruta  Caleta Córdova - Rocas Coloradas - Puerto Visser está poblado por varios refugios o ranchos que alvergan a los amantes de la pesca y el 4x4 todos los días. Sin embargo, los mismos ven colmadas sus instalaciones especialmente los fines de semana.
Por otra parte, el lugar es frecuentando por pescadores que son atraídos por las grandes cantidades y variedades de tamaño del a fauna marina. Fue aquí en 2009 que 2 pescadores pudieron dar con un tiburón Gatopardo de 160 kilos.
También, Rocas Coloradas es elegida para el ciclismo todo terreno. Por último, la playa de Bahía Solano y de la Playa El Guanaco Muerto son lugares de cita para quienes deseen disfrutar, en verano de aguas puras, tranquilas y cristalinas.